# 133280 Bryleen
133280 Bryleen è un asteroide della fascia principale. Scoperto nel 2003, presenta un'orbita caratterizzata da un semiasse maggiore pari a 3,0199079 UA e da un'eccentricità di 0,1966198, inclinata di 7,69897° rispetto all'eclittica.